# Campeonato Mundial de Voleibol Femenino Sub-18 de 2011
El XII Campeonato Mundial de Voleibol Femenino Sub-18 se celebró en Turquía del 12 de agosto al 21 de agosto de 2011. Fue organizado por la Federación Internacional de Voleibol. El campeonato se jugó en la subsede de Ankara.

## Clasificaciones
| Confederación | Método de Clasificación                                     | Fecha                            | Lugar                          | Vacantes | Equipo                                            |
| ------------- | ----------------------------------------------------------- | -------------------------------- | ------------------------------ | -------- | ------------------------------------------------- |
| FIVB          | Sede                                                        | 16 de abril de 2010              | Lausana, Suiza                 | 1        | Turquía                                           |
| AVC           | Campeonato Asiático de Voleibol Femenino Sub-18 de 2010     | 20-28 de mayo de 2010            | Kuala Lumpur, Malasia          | 3        | Japón China Tailandia                             |
| CAVB          | Campeonato Africano de Voleibol Femenino Sub-18 de 2011     | 31 de marzo - 2 de abril de 2011 | El Cairo, Egipto               | 2        | Egipto · Argelia                                  |
| CEV           | Campeonato Europeo de Voleibol Femenino Sub-18 de 2011      | 30 de abril - 8 de mayo de 2011  | Ankara, Turquía                | 5        | Italia · Serbia · Alemania · Polonia · Eslovaquia |
| CSV           | Campeonato Sudamericano de Voleibol Femenino Sub-18 de 2010 | 22-30 de agosto de 2010          | Tacna/Lima , Perú              | 2        | Brasil · Argentina                                |
| NORCECA       | Campeonato NORCECA de Voleibol Femenino Sub-18 de 2010      | 25 de abril - 3 de mayo de 2010  | Ciudad de Guatemala, Guatemala | 3        | Estados Unidos · México · Puerto Rico             |

## Equipos participantes
| Grupo A | Grupo B   | Grupo C        | Grupo D   |
| ------- | --------- | -------------- | --------- |
| Turquía | Brasil    | Estados Unidos | Japón     |
| Egipto  | México    | Serbia         | Alemania  |
| Argelia | Argentina | China          | Tailandia |
| Polonia | Slovakia  | Puerto Rico    | Italia    |

## Sedes
| Partidos       | Ciudad | Instalación              | Capacidad |
| -------------- | ------ | ------------------------ | --------- |
| Grupos B-D-G-H | Ankara | Ankara Arena Sports Hall | 5,000     |
| Grupos A-C-E-F | Ankara | Başkent Volleyball Hall  | 7623      |

## Primera fase

### Grupo A

#### Clasificación
| Pos | Equipo  | PJ | PG | PP | SF | SC | PTS |
| --- | ------- | -- | -- | -- | -- | -- | --- |
| 1   | Turquía | 3  | 3  | 0  | 9  | 0  | 9   |
| 2   | Polonia | 3  | 2  | 1  | 6  | 3  | 6   |
| 3   | Egipto  | 3  | 1  | 2  | 3  | 7  | 3   |
| 4   | Argelia | 3  | 0  | 3  | 1  | 9  | 0   |

#### Resultados
| Fecha    |         | Resultado |         | Set   | Set   | Set   | Set   | Set | Puntuación Total | Reporte |
| Fecha    | 1       | Resultado | 2       | 3     | 4     | 5     |       |     | Puntuación Total | Reporte |
| -------- | ------- | --------- | ------- | ----- | ----- | ----- | ----- | --- | ---------------- | ------- |
| 12-08-11 | Egipto  | 0 - 3     | Polonia | 13-25 | 16-25 | 24-26 |       |     | 53-76            | P2 P3   |
| 12-08-11 | Turquía | 3 - 0     | Argelia | 25-08 | 25-13 | 25-14 |       |     | 75-35            | P2 P3   |
| 13-08-11 | Polonia | 3 - 0     | Argelia | 25-07 | 25-13 | 25-13 |       |     | 75-33            | P2 P3   |
| 13-08-11 | Egipto  | 0 - 3     | Turquía | 09-25 | 21-25 | 20-25 |       |     | 50-75            | P2 P3   |
| 14-08-11 | Argelia | 1 - 3     | Egipto  | 13-25 | 19-25 | 25-20 | 18-25 |     | 75-95            | P2 P3   |
| 14-08-11 | Turquía | 3 - 0     | Polonia | 25-23 | 25-17 | 25-15 |       |     | 75-55            | P2 P3   |

### Grupo B

#### Clasificación
| Pos | Equipo    | PJ | PG | PP | SF | SC | PTS |
| --- | --------- | -- | -- | -- | -- | -- | --- |
| 1   | Brasil    | 3  | 3  | 0  | 9  | 1  | 9   |
| 2   | Argentina | 3  | 2  | 1  | 6  | 5  | 5   |
| 3   | México    | 3  | 1  | 2  | 4  | 6  | 3   |
| 4   | Slovakia  | 3  | 0  | 3  | 2  | 9  | 1   |

#### Resultados
| Fecha    | Encuentro              | Resultado | Set   | Set   | Set   | Set   | Set   | Puntuación total | Reporte |
| Fecha    | Encuentro              | Resultado | 1     | 2     | 3     | 4     | 5     | Puntuación total | Reporte |
| -------- | ---------------------- | --------- | ----- | ----- | ----- | ----- | ----- | ---------------- | ------- |
| 12-08-11 | Brasil - Eslovaquia    | 3-0       | 25-13 | 25-12 | 25-21 |       |       | 75-46            | P2 P3   |
| 12-08-11 | México - Argentina     | 0-3       | 21-25 | 19-25 | 22-25 |       |       | 62-75            | P2 P3   |
| 13-08-11 | Eslovaquia - Argentina | 2-3       | 25-23 | 18-25 | 23-25 | 25-23 | 05-15 | 96-111           | P2 P3   |
| 13-08-11 | Brasil - México        | 3-1       | 25-13 | 23-25 | 25-14 | 25-22 |       | 98-74            | P2 P3   |
| 14-08-11 | México - Eslovaquia    | 3-0       | 25-21 | 25-18 | 25-14 |       |       | 75-53            | P2 P3   |
| 14-08-11 | Argentina - Brasil     | 0-3       | 17-25 | 20-25 | 13-25 |       |       | 50-75            | P2 P3   |

### Grupo C

#### Clasificación
| Pos | Equipo         | PJ | PG | PP | SF | SC | PTS |
| --- | -------------- | -- | -- | -- | -- | -- | --- |
| 1   | China          | 3  | 3  | 0  | 9  | 1  | 9   |
| 3   | Serbia         | 3  | 1  | 2  | 6  | 3  | 6   |
| 2   | Estados Unidos | 3  | 2  | 1  | 4  | 6  | 3   |
| 4   | Puerto Rico    | 3  | 0  | 3  | 0  | 9  | 0   |

#### Resultados
| Fecha    | Encuentro                    | Resultado | Set   | Set   | Set   | Set   | Set | Puntuación total | Reporte |
| Fecha    | Encuentro                    | Resultado | 1     | 2     | 3     | 4     | 5   | Puntuación total | Reporte |
| -------- | ---------------------------- | --------- | ----- | ----- | ----- | ----- | --- | ---------------- | ------- |
| 12-08-11 | Estados Unidos - Puerto Rico | 3-0       | 25-14 | 25-20 | 25-17 |       |     | 75-51            | P2 P3   |
| 12-08-11 | Serbia - China               | 0-3       | 18-25 | 20-25 | 23-25 |       |     | 61-75            | P2 P3   |
| 13-08-11 | Puerto Rico - China          | 0-3       | 22-25 | 18-25 | 11-25 |       |     | 51-75            | P2 P3   |
| 13-08-11 | Estados Unidos - Serbia      | 0-3       | 21-25 | 13-25 | 24-26 |       |     | 58-76            | P2 P3   |
| 14-08-11 | Serbia - Puerto Rico         | 3-0       | 25-13 | 25-08 | 25-21 |       |     | 75-42            | P2 P3   |
| 14-08-11 | China - Estados Unidos       | 3-1       | 24-26 | 25-15 | 25-21 | 25-20 |     | 99-82            | P2 P3   |

### Grupo D

#### Clasificación
| Pos | Equipo    | PJ | PG | PP | SF | SC | PTS |
| --- | --------- | -- | -- | -- | -- | -- | --- |
| 1   | Japón     | 3  | 3  | 0  | 9  | 2  | 8   |
| 2   | Alemania  | 3  | 2  | 1  | 8  | 4  | 7   |
| 3   | Italia    | 3  | 1  | 2  | 4  | 6  | 3   |
| 4   | Tailandia | 3  | 0  | 3  | 0  | 9  | 0   |

#### Resultados
| Fecha    | Encuentro            | Resultado | Set   | Set   | Set   | Set   | Set   | Puntuación total | Reporte |
| Fecha    | Encuentro            | Resultado | 1     | 2     | 3     | 4     | 5     | Puntuación total | Reporte |
| -------- | -------------------- | --------- | ----- | ----- | ----- | ----- | ----- | ---------------- | ------- |
| 12-08-11 | Japón - Italia       | 3-0       | 25-20 | 25-20 | 25-21 |       |       | 75-61            | P2 P3   |
| 12-08-11 | Alemania - Tailandia | 3-0       | 25-18 | 25-16 | 25-20 |       |       | 75-54            | P2 P3   |
| 13-08-11 | Italia - Tailandia   | 3-0       | 25-20 | 25-17 | 27-25 |       |       | 77-62            | P2 P3   |
| 13-08-11 | Japón - Alemania     | 3-2       | 17-25 | 20-25 | 25-23 | 25-18 | 15-12 | 102-103          | P2 P3   |
| 14-08-11 | Alemania - Italia    | 3-1       | 31-29 | 16-25 | 27-25 | 25-20 |       | 99-99            | P2 P3   |
| 14-08-11 | Tailandia - Japón    | 0-3       | 16-25 | 23-25 | 20-25 |       |       | 59-75            | P2 P3   |

### Clasificación para la Segunda Fase
| – | Clasificado para competir del 1° al 8° lugar.  |
| – | Clasificado para competir del 9° al 16° lugar. |

## Segunda fase

### Grupo E

#### Clasificación
| Pos | Equipo    | PJ | PG | PP | SF | SC | PTS |
| --- | --------- | -- | -- | -- | -- | -- | --- |
| 1   | China     | 3  | 3  | 0  | 9  | 1  | 9   |
| 2   | Turquía   | 3  | 2  | 1  | 6  | 3  | 6   |
| 3   | Alemania  | 3  | 1  | 2  | 3  | 6  | 3   |
| 4   | Argentina | 3  | 0  | 3  | 0  | 9  | 0   |

#### Resultados
| Fecha    | Encuentro            | Resultado | Set   | Set   | Set   | Set   | Set | Puntuación total | Reporte |
| Fecha    | Encuentro            | Resultado | 1     | 2     | 3     | 4     | 5   | Puntuación total | Reporte |
| -------- | -------------------- | --------- | ----- | ----- | ----- | ----- | --- | ---------------- | ------- |
| 16-08-11 | China - Argentina    | 3-0       | 25-17 | 25-19 | 25-07 |       |     | 75-43            | P2 P3   |
| 16-08-11 | Turquía - Alemania   | 3-0       | 25-13 | 25-20 | 25-13 |       |     | 75-46            | P2 P3   |
| 17-08-11 | Alemania - China     | 0-3       | 23-25 | 23-25 | 11-25 |       |     | 57-75            | P2 P3   |
| 17-08-11 | Turquía - Argentina  | 3-0       | 25-14 | 25-18 | 25-18 |       |     | 75-50            | P2 P3   |
| 18-08-11 | Argentina - Alemania | 0-3       | 21-25 | 16-25 | 16-25 |       |     | 53-75            | P2 P3   |
| 18-08-11 | China - Turquía      | 3-1       | 25-21 | 19-25 | 26-24 | 25-17 |     | 95-87            | P2 P3   |

### Grupo F

#### Clasificación
| Pos | Equipo  | PJ | PG | PP | SF | SC | PTS |
| --- | ------- | -- | -- | -- | -- | -- | --- |
| 1   | Serbia  | 3  | 3  | 0  | 9  | 3  | 8   |
| 2   | Polonia | 3  | 1  | 1  | 6  | 7  | 4   |
| 3   | Brasil  | 3  | 1  | 2  | 6  | 8  | 3   |
| 4   | Japón   | 3  | 1  | 2  | 4  | 7  | 3   |

#### Resultados
| Fecha    | Encuentro        | Resultado | Set   | Set   | Set   | Set   | Set   | Puntuación total | Reporte |
| Fecha    | Encuentro        | Resultado | 1     | 2     | 3     | 4     | 5     | Puntuación total | Reporte |
| -------- | ---------------- | --------- | ----- | ----- | ----- | ----- | ----- | ---------------- | ------- |
| 16-08-11 | Brasil - Serbia  | 2-3       | 28-26 | 25-21 | 21-25 | 17-25 | 15-17 | 106-114          | P2 P3   |
| 16-08-11 | Polonia - Japón  | 3-1       | 25-23 | 25-17 | 21-25 | 25-20 |       | 96-81            | P2 P3   |
| 17-08-11 | Japón - Serbia   | 0-3       | 17-25 | 12-25 | 20-25 |       |       | 49-75            | P2 P3   |
| 17-08-11 | Polonia - Brasil | 2-3       | 17-25 | 26-24 | 29-27 | 22-25 | 07-15 | 101-116          | P2 P3   |
| 18-08-11 | Serbia - Polonia | 3-1       | 25-19 | 24-26 | 26-24 | 25-21 |       | 100-90           | P2 P3   |
| 18-08-11 | Brasil - Japón   | 1-3       | 23-25 | 24-26 | 25-15 | 15-25 |       | 87-91            | P2 P3   |

#### Clasificación para la Fase Final
| – | Clasificado para competir del 1° al 4° lugar. |
| – | Clasificado para competir del 5° al 8° lugar. |

### Grupo G

#### Clasificación
| Pos | Equipo         | PJ | PG | PP | SF | SC | PTS |
| --- | -------------- | -- | -- | -- | -- | -- | --- |
| 1   | Estados Unidos | 3  | 3  | 0  | 9  | 0  | 9   |
| 2   | Slovakia       | 3  | 2  | 1  | 6  | 5  | 5   |
| 3   | Tailandia      | 3  | 1  | 2  | 5  | 6  | 4   |
| 4   | Egipto         | 3  | 0  | 3  | 0  | 9  | 0   |

#### Resultados
| Fecha    | Encuentro                   | Resultado | Set   | Set   | Set   | Set   | Set   | Puntuación total | Reporte |
| Fecha    | Encuentro                   | Resultado | 1     | 2     | 3     | 4     | 5     | Puntuación total | Reporte |
| -------- | --------------------------- | --------- | ----- | ----- | ----- | ----- | ----- | ---------------- | ------- |
| 16-08-11 | Egipto - Tailandia          | 0-3       | 15-25 | 12-25 | 22-25 |       |       | 49-75            | P2 P3   |
| 16-08-11 | Eslovaquia - Estados Unidos | 0-3       | 25-27 | 20-25 | 19-25 |       |       | 64-77            | P2 P3   |
| 17-08-11 | Tailandia - Estados Unidos  | 0-3       | 31-33 | 10-25 | 22-25 |       |       | 63-83            | P2 P3   |
| 17-08-11 | Egipto - Eslovaquia         | 0-3       | 21-25 | 20-25 | 19-25 |       |       | 60-75            | P2 P3   |
| 18-08-11 | Eslovaquia - Tailandia      | 3-2       | 18-25 | 25-17 | 16-25 | 25-17 | 17-15 | 101-99           | P2 P3   |
| 18-08-11 | Estados Unidos - Egipto     | 3-0       | 25-16 | 25-15 | 30-28 |       |       | 80-59            | P2 P3   |

### Grupo H

#### Clasificación
| Pos | Equipo      | PJ | PG | PP | SF | SC | PTS |
| --- | ----------- | -- | -- | -- | -- | -- | --- |
| 1   | Italia      | 3  | 3  | 0  | 9  | 1  | 9   |
| 2   | México      | 3  | 2  | 1  | 6  | 3  | 6   |
| 3   | Puerto Rico | 3  | 1  | 2  | 4  | 6  | 3   |
| 4   | Argelia     | 3  | 0  | 3  | 0  | 9  | 0   |

#### Resultados
| Fecha    | Encuentro             | Resultado | Set   | Set   | Set   | Set   | Set | Puntuación total | Reporte |
| Fecha    | Encuentro             | Resultado | 1     | 2     | 3     | 4     | 5   | Puntuación total | Reporte |
| -------- | --------------------- | --------- | ----- | ----- | ----- | ----- | --- | ---------------- | ------- |
| 16-08-11 | Argelia - Italia      | 0-3       | 08-25 | 16-25 | 18-25 |       |     | 42-75            | P2 P3   |
| 16-08-11 | México - Puerto Rico  | 3-0       | 25-21 | 25-23 | 25-22 |       |     | 75-66            | P2 P3   |
| 17-08-11 | Italia - Puerto Rico  | 3-1       | 25-15 | 16-25 | 25-17 | 25-14 |     | 91-71            | P2 P3   |
| 17-08-11 | Argelia - México      | 0-3       | 18-25 | 16-25 | 15-25 |       |     | 49-75            | P2 P3   |
| 18-08-11 | México - Italia       | 0-3       | 18-25 | 24-26 | 18-25 |       |     | 60-76            | P2 P3   |
| 18-08-11 | Puerto Rico - Argelia | 3-0       | 25-15 | 25-15 | 25-21 |       |     | 75-51            | P2 P3   |

#### Clasificación para la Fase Final
| – | Clasificado para competir del 9° al 12° lugar.  |
| – | Clasificado para competir del 13° al 16° lugar. |

## Fase final

### 13° al 16º puesto
|  | Semifinales 13° - 16° | Semifinales 13° - 16° |   |         | 13º puesto  | 13º puesto |  |
|  |                       |                       |   |         |             |            |  |
|  |                       |                       |   |         |             |            |  |
|  |                       |                       |   |         |             |            |  |
|  | Tailandia             | 3                     |   |         |             |            |  |
|  | Argelia               | 0                     |   |         |             |            |  |
|  |                       |                       |   |         |             |            |  |
|  |                       |                       |   |         |             |            |  |
|  |                       |                       |   |         | Tailandia   | 3          |  |
|  |                       | Egipto                | 0 |         |             |            |  |
|  |                       |                       |   |         |             |            |  |
|  |                       |                       |   |         |             |            |  |
|  |                       |                       |   |         | 15º puesto  |            |  |
|  |                       |                       |   |         |             |            |  |
|  | Puerto Rico           | 2                     |   | Argelia | 1           |            |  |
|  | Egipto                | 3                     |   |         | Puerto Rico | 3          |  |

### Clasificación 13°-16°
| Fase      | Fecha    | Encuentro            | Resultado | Set   | Set   | Set   | Set   | Set   | Puntuación total | Reporte |
| Fase      | Fecha    | Encuentro            | Resultado | 1     | 2     | 3     | 4     | 5     | Puntuación total | Reporte |
| --------- | -------- | -------------------- | --------- | ----- | ----- | ----- | ----- | ----- | ---------------- | ------- |
| Semifinal | 20-08-11 | Tailandia - Argelia  | 3-0       | 25-17 | 25-08 | 25-10 |       |       | 75-35            | P2P3    |
| Semifinal | 20-08-11 | Puerto Rico - Egipto | 2-3       | 16-25 | 25-19 | 25-23 | 22-25 | 08-15 | 96-107           | P2P3    |

### Clasificación 15°
| Fase      | Fecha    | Encuentro             | Resultado | Set   | Set   | Set   | Set   | Set | Puntuación total | Reporte |
| Fase      | Fecha    | Encuentro             | Resultado | 1     | 2     | 3     | 4     | 5   | Puntuación total | Reporte |
| --------- | -------- | --------------------- | --------- | ----- | ----- | ----- | ----- | --- | ---------------- | ------- |
| 15° lugar | 21-08-11 | Argelia - Puerto Rico | 1-3       | 25-20 | 11-25 | 25-27 | 12-25 |     | 73-97            | P2P3    |

### Clasificación 13°
| Fase      | Fecha    | Encuentro          | Resultado | Set   | Set   | Set   | Set | Set | Puntuación total | Reporte |
| Fase      | Fecha    | Encuentro          | Resultado | 1     | 2     | 3     | 4   | 5   | Puntuación total | Reporte |
| --------- | -------- | ------------------ | --------- | ----- | ----- | ----- | --- | --- | ---------------- | ------- |
| 13° lugar | 21-08-11 | Tailandia - Egipto | 3-0       | 25-15 | 25-15 | 25-11 |     |     | 75-41            | P2P3    |

### 9° al 12º puesto
|  | Semifinales 9° - 12° | Semifinales 9° - 12° |   |        | 9º puesto      | 9º puesto |  |
|  |                      |                      |   |        |                |           |  |
|  |                      |                      |   |        |                |           |  |
|  |                      |                      |   |        |                |           |  |
|  | Estados Unidos       | 3                    |   |        |                |           |  |
|  | México               | 0                    |   |        |                |           |  |
|  |                      |                      |   |        |                |           |  |
|  |                      |                      |   |        |                |           |  |
|  |                      |                      |   |        | Estados Unidos | 3         |  |
|  |                      | Eslovaquia           | 0 |        |                |           |  |
|  |                      |                      |   |        |                |           |  |
|  |                      |                      |   |        |                |           |  |
|  |                      |                      |   |        | 11º puesto     |           |  |
|  |                      |                      |   |        |                |           |  |
|  | Italia               | 0                    |   | México | 0              |           |  |
|  | Eslovaquia           | 3                    |   |        | Italia         | 3         |  |

### Clasificación 9°-12°
| Fase      | Fecha    | Encuentro               | Resultado | Set   | Set   | Set   | Set | Set | Puntuación total | Reporte |
| Fase      | Fecha    | Encuentro               | Resultado | 1     | 2     | 3     | 4   | 5   | Puntuación total | Reporte |
| --------- | -------- | ----------------------- | --------- | ----- | ----- | ----- | --- | --- | ---------------- | ------- |
| Semifinal | 20-08-11 | Estados Unidos - México | 3-0       | 26-24 | 25-17 | 25-20 |     |     | 76-61            | P2P3    |
| Semifinal | 20-08-11 | Italia - Eslovaquia     | 0-3       | 23-25 | 24-26 | 22-25 |     |     | 69-76            | P2P3    |

### Clasificación 11°
| Fase      | Fecha    | Encuentro       | Resultado | Set   | Set   | Set   | Set | Set | Puntuación total | Reporte |
| Fase      | Fecha    | Encuentro       | Resultado | 1     | 2     | 3     | 4   | 5   | Puntuación total | Reporte |
| --------- | -------- | --------------- | --------- | ----- | ----- | ----- | --- | --- | ---------------- | ------- |
| 11° lugar | 21-08-11 | México - Italia | 0-3       | 18-25 | 15-25 | 20-25 |     |     | 53-75            | P2P3    |

### Clasificación 9°
| Fase     | Fecha    | Encuentro                   | Resultado | Set   | Set   | Set   | Set | Set | Puntuación total | Reporte |
| Fase     | Fecha    | Encuentro                   | Resultado | 1     | 2     | 3     | 4   | 5   | Puntuación total | Reporte |
| -------- | -------- | --------------------------- | --------- | ----- | ----- | ----- | --- | --- | ---------------- | ------- |
| 9° lugar | 21-08-11 | Estados Unidos - Eslovaquia | 3-0       | 25-21 | 25-16 | 25-14 |     |     | 75-51            | P2P3    |

### 5° al 8º puesto
|  | Semifinales 5° - 8° | Semifinales 5° - 8° |   |       | 5º puesto | 5º puesto |  |
|  |                     |                     |   |       |           |           |  |
|  |                     |                     |   |       |           |           |  |
|  |                     |                     |   |       |           |           |  |
|  | Alemania            | 3                   |   |       |           |           |  |
|  | Japón               | 1                   |   |       |           |           |  |
|  |                     |                     |   |       |           |           |  |
|  |                     |                     |   |       |           |           |  |
|  |                     |                     |   |       | Alemania  | 3         |  |
|  |                     | Brasil              | 1 |       |           |           |  |
|  |                     |                     |   |       |           |           |  |
|  |                     |                     |   |       |           |           |  |
|  |                     |                     |   |       | 7º puesto |           |  |
|  |                     |                     |   |       |           |           |  |
|  | Brasil              | 3                   |   | Japón | 3         |           |  |
|  | Argentina           | 2                   |   |       | Argentina | 0         |  |

### Clasificación 5°-8°
| Fase      | Fecha    | Encuentro          | Resultado | Set   | Set   | Set   | Set   | Set   | Puntuación total | Reporte |
| Fase      | Fecha    | Encuentro          | Resultado | 1     | 2     | 3     | 4     | 5     | Puntuación total | Reporte |
| --------- | -------- | ------------------ | --------- | ----- | ----- | ----- | ----- | ----- | ---------------- | ------- |
| Semifinal | 20-08-11 | Alemania - Japón   | 3-1       | 26-24 | 25-14 | 24-26 | 25-21 |       | 100-85           | P2P3    |
| Semifinal | 20-08-11 | Brasil - Argentina | 3-2       | 21-25 | 25-16 | 23-25 | 25-14 | 15-10 | 109-90           | P2P3    |

### Clasificación 7°
| Fase     | Fecha    | Encuentro         | Resultado | Set   | Set   | Set   | Set | Set | Puntuación total | Reporte |
| Fase     | Fecha    | Encuentro         | Resultado | 1     | 2     | 3     | 4   | 5   | Puntuación total | Reporte |
| -------- | -------- | ----------------- | --------- | ----- | ----- | ----- | --- | --- | ---------------- | ------- |
| 7° lugar | 21-08-11 | Japón - Argentina | 3-0       | 25-22 | 25-20 | 25-17 |     |     | 75-59            | P2P3    |

### Clasificación 5°
| Fase     | Fecha    | Encuentro         | Resultado | Set   | Set   | Set   | Set   | Set | Puntuación total | Reporte |
| Fase     | Fecha    | Encuentro         | Resultado | 1     | 2     | 3     | 4     | 5   | Puntuación total | Reporte |
| -------- | -------- | ----------------- | --------- | ----- | ----- | ----- | ----- | --- | ---------------- | ------- |
| 5° lugar | 21-08-11 | Alemania - Brasil | 3-1       | 23-25 | 25-18 | 25-19 | 25-19 |     | 98-81            | P2P3    |

### 1° y 3º puesto
|  | Semifinales | Semifinales |   |         | 1º puesto | 1º puesto |  |
|  |             |             |   |         |           |           |  |
|  |             |             |   |         |           |           |  |
|  |             |             |   |         |           |           |  |
|  | China       | 3           |   |         |           |           |  |
|  | Polonia     | 1           |   |         |           |           |  |
|  |             |             |   |         |           |           |  |
|  |             |             |   |         |           |           |  |
|  |             |             |   |         | China     | 0         |  |
|  |             | Turquía     | 3 |         |           |           |  |
|  |             |             |   |         |           |           |  |
|  |             |             |   |         |           |           |  |
|  |             |             |   |         | 3º puesto |           |  |
|  |             |             |   |         |           |           |  |
|  | Serbia      | 2           |   | Polonia | 0         |           |  |
|  | Turquía     | 3           |   |         | Serbia    | 3         |  |

### Clasificación 1°-4°
| Fase      | Fecha    | Encuentro        | Resultado | Set   | Set   | Set   | Set   | Set   | Puntuación total | Reporte |
| Fase      | Fecha    | Encuentro        | Resultado | 1     | 2     | 3     | 4     | 5     | Puntuación total | Reporte |
| --------- | -------- | ---------------- | --------- | ----- | ----- | ----- | ----- | ----- | ---------------- | ------- |
| Semifinal | 20-08-11 | China - Polonia  | 3-1       | 25-21 | 21-25 | 25-23 | 25-20 |       | 96-89            | P2P3    |
| Semifinal | 20-08-11 | Serbia - Turquía | 2-3       | 14-25 | 25-14 | 17-25 | 25-20 | 14-16 | 95-100           | P2P3    |

### Clasificación 3°
| Fase     | Fecha    | Encuentro        | Resultado | Set   | Set   | Set   | Set | Set | Puntuación total | Reporte |
| Fase     | Fecha    | Encuentro        | Resultado | 1     | 2     | 3     | 4   | 5   | Puntuación total | Reporte |
| -------- | -------- | ---------------- | --------- | ----- | ----- | ----- | --- | --- | ---------------- | ------- |
| 3° lugar | 21-08-11 | Polonia - Serbia | 0-3       | 21-25 | 13-25 | 18-25 |     |     | 52-75            | P2P3    |

### Clasificación 1°
| Fase     | Fecha    | Encuentro       | Resultado | Set   | Set   | Set   | Set | Set | Puntuación total | Reporte |
| Fase     | Fecha    | Encuentro       | Resultado | 1     | 2     | 3     | 4   | 5   | Puntuación total | Reporte |
| -------- | -------- | --------------- | --------- | ----- | ----- | ----- | --- | --- | ---------------- | ------- |
| 1° lugar | 21-08-11 | China - Turquía | 0-3       | 19-25 | 17-25 | 22-25 |     |     | 58-75            | P2P3    |

## Podio
| }Turkey          |
| Campeón          |
| Turkey 1º título |

| China       |
| Sub-Campeón |
| China       |

| Serbia   |
| 3º Lugar |
| Serbia   |

## Clasificación general
| Pos | Equipo         |
| --- | -------------- |
| 1   | Turquía        |
| 2   | China          |
| 3   | Serbia         |
| 4   | Japón          |
| 5   | Alemania       |
| 6   | Brasil         |
| 7   | Polonia        |
| 8   | Argentina      |
| 9   | Estados Unidos |
| 10  | Italia         |
| 11  | Slovakia       |
| 12  | México         |
| 13  | Tailandia      |
| 14  | Egipto         |
| 15  | Puerto Rico    |
| 16  | Argelia        |

## Distinciones individuales
| - Most Valuable Player - Damla Çakıroğlu - Mejor Anotadora - Gabriela Braga Guimarães - Mejor Atacante - Aya Horie - Mejor Bloqueador - Mina Popovic - Mejor Sacadora - Damla Çakıroğlu | - Mejor Defensa - Liuyan Huang - Mejor Armadora - Kaho Maruta - Mejor Recepción - Dilara Bagci - Mejor Líbero - Dilara Bagci |

| Predecesor: Tailandia 2009 | Campeonato Mundial de Voleibol Femenino Sub-18 Turquía 2011 | Sucesor: Tailandia 2013 |